# Ar’ara ba-Negew
Ar’ara ba-Negew (hebr. ערערה-בנגב; arab. عرعرة) – samorząd lokalny położony w Dystrykcie Południowym, w Izraelu. Leży w północnej części pustyni Negew.

## Historia
Osada powstała w 1982 w ramach rządowego projektu rozwoju społeczności beduińskich na Negewie.

## Demografia
Zgodnie z danymi Izraelskiego Centrum Danych Statystycznych w 2006 roku w mieście żyło 12,5 tys. mieszkańców.
Populacja miasta pod względem wieku:
| Wiek (w latach) | Procent populacji w % |
| --------------- | --------------------- |
| 0-4             | 19,1%                 |
| 5-9             | 16,0%                 |
| 10-14           | 16,3%                 |
| 15-19           | 12,2%                 |
| 20-29           | 17,3%                 |
| 30-44           | 12,6%                 |
| 45-59           | 4,4%                  |
| ponad 60        | 2,1%                  |

Źródło danych: Central Bureau of Statistics.

## Komunikacja
Na południowy zachód od miasteczka przebiega droga ekspresowa nr 25 (Nachal Oz-Beer Szewa-Arawa).